# Fernando Peraldí Carranza
General Fernando Peraldí Carranza fue un militar mexicano que participó en la Revolución mexicana. Nació en Villa de Cuatrociénegas, Coahuila el 30 de mayo de 1886, siendo el mayor de los seis hijos del Sr. Ángel Francisco Peraldí y la Sra. Hermelinda Carranza, hermana de don Venustiano Carranza. Su instrucción primaria la realizó en Sierra Mojada, Coahuila y demás estudios en Saltillo. En 1908 se casó con la Srta. Serafina Ferriño Ramos habiendo tenido 8 hijos. Que son Serafina, Aída Peraldí Ferriño, Laura, Fernando, Miguel Ángel, Elisa, Ignacio y Raúl todos de apellido Peraldí Ferriño. En 1910 se incorporó al Movimiento Revolucionario y falleció el 28 de diciembre de 1927 en Espinazo, Nuevo León. Fue hermano del capitán Ignacio Peraldí Carranza, quien fue asesinado en la ranchería de Xambao, Oaxaca, en 1915.

## Revolución maderista
En abril de 1911 con carácter de civil recibió órdenes del C. Venustiano Carranza para fomentar la Revolución Maderista, ayudando con armas y municiones, así como caballada a la causa. En el mes de julio de 1912, sin precisar la fecha, le fue conferido el grado de Capitán 1/o en las Fuerzas Auxiliares del Estado de Coahuila, por el gobernador del mismo, así que durante el periodo de Francisco I. Madero combatió al orozquismo.

## Constitucionalismo
En el mes de marzo de 1913 ascendió a Capitán 1/o de Caballería en el Ejército Regular, con nombramiento expedido por el C. primer jefe del Ejército Constitucionalista. El 16 de abril de 1913 obtuvo ascenso a mayor de Caballería por el mismo primer jefe. En enero de 1914 fue ascendido a teniente coronel, por el general Francisco Villa, pues toda su campaña como constitucionalista la hizo en la División del Norte, sin embargo durante la lucha contra Francisco Villa siguió fiel al Primer Jefe. En noviembre del mismo año a Coronel, grado conferido por el General Luis Gutiérrez Ortiz, hermano de Eulalio Gutiérrez Ortiz. Participó en el descalabro de Ramoz Arizpe, en enero de 1915. El 3 de octubre de 1916 ascendió a General Brigadier, también nombrado por el C. Primer Jefe del Ejército Constitucionalista y se le asignó para que jefaturara el Regimiento "Allende". La zona de operaciones militares del General Peraldí abarcaba todo el norte de Coahuila, comprendiendo Sierra Mojada, Cuatrociénegas, Monclova, Sabinas, Múzquiz y Piedras Negras donde se ubicaba su Cuartel General. 

## Retiro
Se retiró a la vida privada con la muerte de Venustiano Carranza. A su vez, él murió el 28 de septiembre de 1927, precisamente cuando consultaba al taumaturgo conocido como "niño Fidencio".